# Dianna Cowern
Dianna Leilani Cowern (Kauai, 4 mei 1989) is een Amerikaans natuurkundige. Onder de naam Physics Girl legt ze op haar YouTube-kanaal natuurkundige verschijnselen uit.

## Jeugd en opleiding
Cowern werd geboren in New Hampshire en bracht haar jeugd door op een boerderij in Hawaï. Tijdens een deel van haar jeugd probeerde Cowern haar belangstelling voor wiskunde en de wetenschap te verbergen, maar haar leerkrachten en ouders stimuleerden haar hierin. Tijdens haar studie aan MIT onderzocht Cowern met professor Joycelyn Monroe donkere materie. Aan het Harvard–Smithsonian Center for Astrophysics onderzocht ze met professor Anna Frebel sterren met een laag metaalgehalte. Na haar studies liep Cowern stage bij General Electric, waar ze als softwareontwikkelaar apps voor mobiele telefoons ontwikkelde.

## Physics Girl
Geïnspireerd door Neil deGrasse Tyson begon Cowern met haar YouTube-kanaal onder de naam Physics Girl. Ze begon met een video getiteld What to do with a physics degree, met als voornemen om 101 dingen te doen waar ze tijdens haar studie geen tijd voor had. In haar derde video legt ze oppervlaktespanning uit. Deze video en de reacties hierop stimuleerden haar ertoe verder te gaan in de wetenschapscommunicatie. Van 2015 tot en met 2020 was Cowern verbonden aan de PBS.

## Covid-19-impact
Cowern raakte in juli 2022 besmet met Covid-19, waaraan ze long covid overhield. Sinds begin 2023 is haar gezondheid sterk verslechterd en zijn haar werkzaamheden overgenomen door haar man, die voornamelijk gezondheidsupdates plaatst en oude filmpjes. Ook Simone Giertz maakt filmpjes in haar plaats.

## Trivia
- Cowern surft en duikt graag en speelt ukelele. In mei 2022 trouwde ze.